# Sommartidsdirektivet
Sommartidsdirektivet, eller direktiv 2000/84/EG, är ett europeiskt direktiv som reglerar den årliga övergången till sommartid inom Europeiska unionen. Direktivet utgör en del av harmoniseringslagstiftningen för den inre marknaden. Det utfärdades av Europaparlamentet och Europeiska unionens råd den 19 januari 2001, trädde i kraft den 2 februari 2001 och skulle vara införlivat i medlemsstaternas nationella lagar och andra författningar senast den 31 december 2001. Direktivet permanentade bestämmelserna om sommartid som innan dess hade återfunnits i åtta på varandra följande tillfälliga direktiv sedan 1980.
Sommartidsdirektivet är bindande för alla unionens medlemsstater, men gäller inte för unionens yttersta randområden. Därutöver är det även bindande för Liechtenstein och Norge genom EES-avtalet; i detta sammanhang är dessa länder därför likvärdiga med unionens medlemsstater. Schweiz omfattas inte av direktivet, men tillämpar på egen hand motsvarande bestämmelser.
Den 12 september 2018 föreslog Europeiska kommissionen att sommartidsdirektivet upphävs och att den årliga övergången till sommartid upphör. Hittills har Europaparlamentet och Europeiska unionens råd dock inte kunnat enas om ett sådant beslut, och covid-19-pandemin har lett till ytterligare förseningar i lagstiftningsprocessen. En av de stora stötestenarna har varit hur medlemsstaterna ska övergå till vinter- eller sommartid på ett koordinerat sätt.

## Tillkomst och genomförande
Förslaget till sommartidsdirektivet presenterades av Europeiska kommissionen den 20 juni 2000. Syftet med förslaget var att inrätta permanenta bestämmelser om sommartid inom unionen. En årlig samordnad övergång till sommartid ansågs redan sedan tidigare vara en viktig förutsättning för den inre marknadens funktion. Sedan 1980 hade åtta olika tillfälliga direktiv antagits för att reglera sommartidsomställningen.
Sommartidsdirektivet antogs i enlighet med medbeslutandeförfarandet, det vill säga Europaparlamentet och Europeiska unionens råd lagstiftade tillsammans. Direktivet utfärdades den 19 januari 2001, offentliggjordes i Europeiska gemenskapernas officiella tidning den 2 februari 2001 och trädde i kraft samma dag. Medlemsstaterna hade dock fram till den 31 december 2001 på sig att införliva direktivet i sina nationella lagar och andra författningar.

## Rättslig grund
Sommartidsdirektivet är en del av harmoniseringslagstiftningen för den inre marknaden. Likt alla rättsakter var direktivet tvunget att ha en giltig rättslig grund i unionens fördrag i enlighet med principen om tilldelade befogenheter för att kunna antas. Direktivet antogs med artikel 95 i fördraget om upprättandet av Europeiska gemenskapen som rättslig grund:
| ” | 1. (...) Rådet skall enligt förfarandet i artikel 251 och efter att ha hört Ekonomiska och sociala kommittén, besluta om åtgärder för tillnärmning av sådana bestämmelser i lagar och andra författningar i medlemsstaterna som syftar till att upprätta den inre marknaden och få den att fungera. (...) | „ |
| – Artikel 95 i fördraget om upprättandet av Europeiska gemenskapen efter Amsterdamfördragets ikraftträdande | |   |

## Innehåll och bestämmelser
I korthet innebär sommartidsdirektivet att alla medlemsstater tillämpar sommartid mellan den sista söndagen i mars och den sista söndagen i oktober. Omställningen till sommartid sker klockan 01.00 Greenwich Mean Time. Europeiska kommissionen meddelar vart femte år när sommartid börjar och upphör under de följande fem åren.

## Territoriellt tillämpningsområde
|  | Europeiska unionen |

|  | Länder som omfattas av EES-avtalet |

|  | Schweiz |

Sommartidsdirektivet omfattar alla unionens medlemsstater som unionsrätt, samt Island, Liechtenstein och Norge genom EES-avtalet. Direktivet är dock inte tillämpligt i Island. Schweiz omfattas inte av direktivet, men tillämpar på egen hand motsvarande bestämmelser. Storbritannien omfattades av direktivet fram till den 1 januari 2021 i enlighet med avtalet om Storbritanniens utträde ur Europeiska unionen.

### Europeiska unionen och dess medlemsstater
I egenskap av direktiv behövde medlemsstaterna införliva sommartidsdirektivet på nationell nivå för att dess bestämmelser skulle få full rättsverkan. Senast den 31 december 2001, knappt elva månader efter att direktivet hade trätt i kraft, skulle alla medlemsstater ha införlivat det.
Direktivet gäller inte för unionens yttersta randområden.

### Övriga EES-länder och Schweiz
Som rättsakt av betydelse för EES-avtalet beslutade gemensamma EES-kommittén den 13 juli 2001 att införliva direktivet i avtalet med syfte att även göra det bindande för Island, Liechtenstein och Norge. Inga konstitutionella ändringar ansågs nödvändiga på nationell nivå för att kommitténs beslut skulle kunna träda i kraft. I enlighet med EES-avtalets bestämmelser trädde gemensamma EES-kommitténs beslut i kraft den 14 juli 2001 och direktivet blev därmed också tillämpligt för Liechtenstein och Norge. Enligt en särskild bestämmelse i beslutet om införlivandet är direktivet däremot inte tillämpligt i Island, som har valt att stå utanför sommartidsomställningen.
Schweiz, som står utanför både Europeiska unionen och EES-avtalet, omfattas inte av direktivet, men har valt att på egen hand tillämpa motsvarande bestämmelser.